# Manuel Ortiz de Pinedo
Manuel Ortiz de Pinedo Peñuelas (Aracena, provincia de Huelva, 13 de junio de 1829-Madrid, 26 de febrero de 1901) fue un periodista, poeta, dramaturgo y político español, adscrito al Partido Democrático.

## Biografía
Abogado y masón, afiliado al Partido Democrático, fue secretario general del Centro Instructivo del Obrero y diputado, y también senador por Guadalajara (1871), Soria (1881-1882) y por la Sociedad Económica de La Habana (1888) y la Universidad de La Habana (1894 y 1898-1899). Al triunfar la revolución de 1868, desempeñó el cargo de director del Patrimonio que había pertenecido a la Corona. Como periodista se dio a conocer en El Mosaico (1850) y La Víbora, y fue redactor de El Tribuno (1853-1855), La Discusión (1856-1859), El Eco de Alhama (número único dedicado al regente general Serrano, 1869) y La Política. Colaboró en La Ilustración Española y en La América.
Escribió comedias y dramas de corte naturalista (Frutos amargos, Tomás el quinquillero, Una mujer de historia, Culpa y castigo, Intrigas de tocador, Madrid en 1818, Quien siembra vientos..., El amigo de confianza, La gramática y la zarzuela Un sobrino. Su principal éxito fue el drama Los pobres de Madrid (1857); también dejó algunos volúmenes de poesía. Se conservan dos epistolarios suyos, dirigido uno a Francisco de la Parte y otro a Manuel Castellano. Existe un retrato litográfico suyo por C. Contreras.

## Obras

### Teatro
Sus Obras teatrales se imprimieron en dos volúmenes (Madrid: Impr. de J. Rodríguez), 1857-1885. I. Culpa y castigo. 1859 / Madrid en 1818. 1860 / Un sobrino. 1857 / Dos mirlos blancos. 1860 / Una mujer de historia. 1857 / El camino de presidio. 2. ed. 1880 / Los lazos del vicio. 1861 / Una heroína de Capellanes. 1861 / Por ser ella, sin ser ella. 1859. II El amigo de confianza. 1865 / Intrigas de tocador. 1864 / Tomás el quinquillero. 1865 / Frutos amargos. 1861 / Corregir al que yerra. 1863 / Quien siembra vientos. 1866 / Los amigos. 1862 / El corazón y el dinero. 1862 / La victoria por castigo. 1885.
- El camino de presidio. Drama en 6 actos y un epílogo.
- Los pobres de Madrid. Drama en 6 cuadros y un prólogo, 1857.
- Un sobrino, 1857, zarzuela.
- Soberbia y humildad, 1859.
- Intrigas de tocador, 1864.
- El amigo de confianza, 1865.
- Madrid en 1818. Drama en cuatro actos y en prosa, 1860.
- La gramática, 1868.
- Frutos amargos, 1861.
- Los lazos del vicio, 1862.
- Corregir al que yerra, 1863.
- Culpa y castigo. Drama en 4 actos, en prosa, original, 1859.
- Dos mirlos blancos: caricatura en tres actos y en prosa, arreglada a la escena española Madrid: Imprenta de José Rodríguez, 1860.
- Los molinos de viento: comedia en tres actos y en prosa Madrid: Imprenta de José Rodríguez, 1861.
- Quien siembra vientos: comedia en tres actos y en verso Madrid: Imprenta de José Rodríguez, 1866.
- Tomás el quinquillero: drama en cuatro actos y un prólogo arreglado del francés Madrid: Imprenta de José Rodríguez, 1865.
- Con José María García, Una heroína de Capellanes: comedia en tres actos y en prosa arreglada del francés, Madrid: Imprenta de Cristóbal González, 1861.
- Los amigos, 1862.
- Una mujer de historia: comedia en cuatro actos escrita sobre otra de un autor francés, Madrid: Imprenta de José Rodríguez, 1857.
- La victoria por castigo, 1885.